# روبرت باش (سياسي)
روبرت باش هو سياسي ألماني، ولد في 7 ديسمبر 1901 في Limbach ‏ في ألمانيا، وتوفي في 10 يونيو 1976 في نوينكيرشن في ألمانيا. نشط حزبياً في الحزب الديمقراطي الاجتماعي الألماني. وقد انتخب عضو في البوندستاغ الألماني خلال فترته النيابية ‏ (27 أكتوبر 1959 – 15 أكتوبر 1961).